# Tullio Grassi
Tullio Grassi (* 5. Februar 1910; † 9. November 1985) war ein Schweizer Fussballspieler und -trainer.

## Karriere

### Vereine
Grassi spielte von 1927 bis 1930 für den FC Chiasso. Anschliessend wechselte er zum Grasshopper Club Zürich, mit dem er 1931 Meister wurde und ein Jahr später den Cup gewann.
Nach zwei Spielzeiten verliess er die Grasshoppers und kehrte nach Chiasso zurück. Dort spielte er bis 1935. Danach wechselte er zum FC Lugano, mit dem er 1938 Meister wurde.
Von 1940 bis zu seinem Karriereende als aktiver Spieler  1946 spielte er ein drittes Mal für Chiasso.

### Nationalmannschaft
Zwischen 1929 und 1938 absolvierte Grassi sieben Länderspiele für die Schweiz, in denen er zwei Tore erzielte.
Nach mehr als siebenjähriger Unterbrechung wurde Grassi im April 1938 wieder in das Kader der Nationalmannschaft sowie in das Schweizer Aufgebot bei der Fussball-Weltmeisterschaft 1938 in Frankreich berufen. Er kam im Viertelfinalspiel gegen Ungarn zum Einsatz.

### Trainer
Nach seiner aktiven Spielerkarriere war Grassi von 1951 bis 1952 und noch einmal von 1959 bis 1960 als Trainer für den FC Lugano tätig.

## Erfolge
- Schweizer Meister: 1931, 1938
- Schweizer Cupsieger: 1932